# 가브리엘 포페스쿠
가브리엘 포페스쿠(Gabriel Popescu, 1973년 12월 25일 ~ )는 루마니아의 전 축구 선수이다.

## 선수 생활
2002년부터 2004년까지 수원 삼성 블루윙즈 소속으로 K리그에서 뛰었다. 등록된 이름은 '가비'였다.